# Symplectoscyphus glacialis
Symplectoscyphus glacialis is een hydroïdpoliep uit de familie Sertulariidae. De poliep komt uit het geslacht Symplectoscyphus. Symplectoscyphus glacialis werd in 1904 voor het eerst wetenschappelijk beschreven door Jäderholm. 